# Riegelstein (Betzenstein)

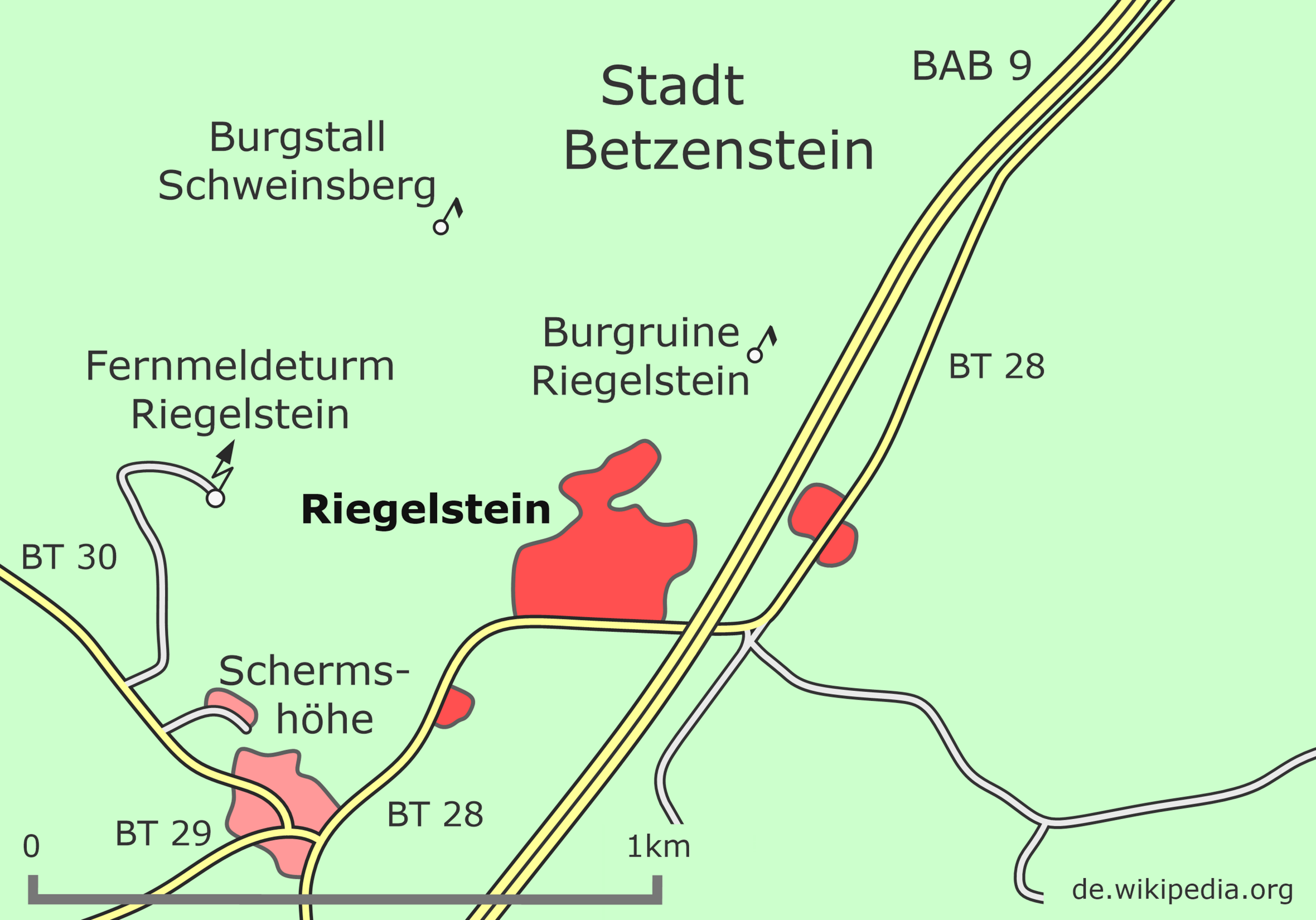
Umgebungskarte von Riegelstein

Riegelstein ist ein Gemeindeteil der Stadt Betzenstein im Landkreis Bayreuth (Oberfranken, Bayern). Riegelstein liegt in der Gemarkung Spies.

## Geografie
Das Kirchdorf befindet sich etwa fünf Kilometer südlich von Betzenstein und liegt auf einer Höhe von 529 m ü. NHN.

## Geschichte
Die ursprüngliche Bezeichnung von Riegelstein war Raupersdorf. Hans I. der Türrigel initialisierte den Bau der Burg Riegelstein (siehe Sehenswürdigkeiten). Seine Söhne nannten sich 1403 zum ersten Mal „Tyrrigel zum Riegelstein“, auch Türriegel oder Dürriegel. Dadurch erhielt das Dorf den Namen: „Riegelstein“. Die Türriegel waren Ministeriale der Schenken von Reicheneck und sagten sich mit einem umfangreichen Besitz um Riegelstein von den Schenken los. Ab 1403 waren sie allodial. Um das Jahr 1500 war Heinrich VI. (auch Heinz oder Haintz) nicht nur Turnierritter in Ingolstadt, Bamberg und Würzburg, sondern hauptberuflich Pfleger auf den Burgen Stierberg und Betzenstein.
Sein Bruder Hans der III. wurde 1504 im Landshuter Erbfolgekrieg in Kufstein hingerichtet und der jüngste Bruder Contz, eigentlich Konrad der III. wurde ebenfalls im Zuge des verlorenen Krieges gezwungen, Simmelsdorf zu verkaufen. Er endete als Ratsherr in Hersbruck. Er war der Vater der Brüder Balthasar und Burkhard, die Pfleger in Mitterfels wurden. Die Riegelsteiner Linie starb 1619 aus. Nur der Mitterfelser Zweig existiert noch und nannte sich nach 1665 nur noch Thürrigl, Dirrigl oder mit ähnlichen Schreibweisen.
Durch die zu Beginn des 19. Jahrhunderts im Königreich Bayern durchgeführten Verwaltungsreformen wurde die Ortschaft zum Bestandteil der Ruralgemeinde Spies. Der Sitz der Gemeinde war allerdings nicht der namensgebende Ort, sondern Riegelstein. Im Zuge der Gebietsreform in Bayern wurde Riegelstein zusammen mit der gesamten Gemeinde Spies am 1. Januar 1972 in die Stadt Betzenstein eingegliedert.

## Verkehr
Die Anbindung an das öffentliche Straßenverkehrsnetz wird durch die Kreisstraße BT 28 hergestellt, die direkt am südlichen Ortsrand vorbeiführt. Die Bundesautobahn 9 verläuft unmittelbar östlich des Ortes, eine Zufahrt auf diese ist an der etwa zwei Kilometer südwestlich gelegenen Anschlussstelle Hormersdorf möglich. Vom öffentlichen Personennahverkehr wird Riegelstein tagsüber mit der Regionalbuslinie 386 des VGN angefahren.

## Sehenswürdigkeiten

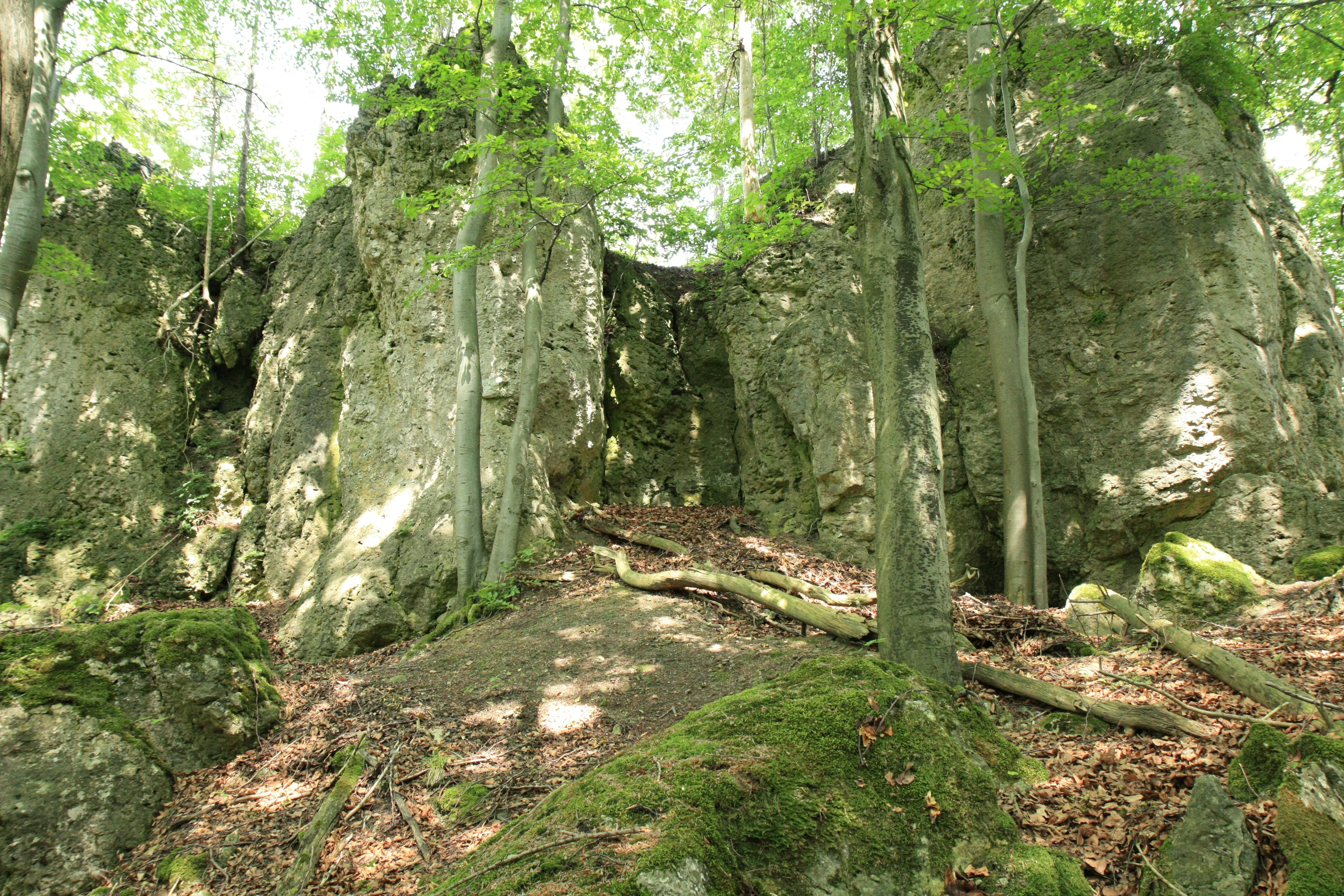
Die Burgruine Riegelstein

Etwa 350 Meter nordnordöstlich des Ortszentrums von Riegelstein befindet sich auf dem 589 Meter hohen Riegelsteiner Schloßberg die Burgruine Riegelstein. In der bayerischen Denkmalliste wird diese aus dem 12./13. Jahrhundert stammende Anlage mit der Nummer D-4-72-118-47 gelistet. Darüber hinaus befindet sich etwa 700 Meter westnordwestlich, auf dem Gipfelplateau der Hohen Reut, der Fernmeldeturm Riegelstein. Dieser ist vom benachbarten Weiler Schermshöhe aus über einen nach Spies führenden Wanderweg erreichbar, ebenso führt von dort aus auch eine schmale Zufahrtsstraße zum Gipfelbereich hinauf.